# Jacob Gijsbert de Hoop Scheffer

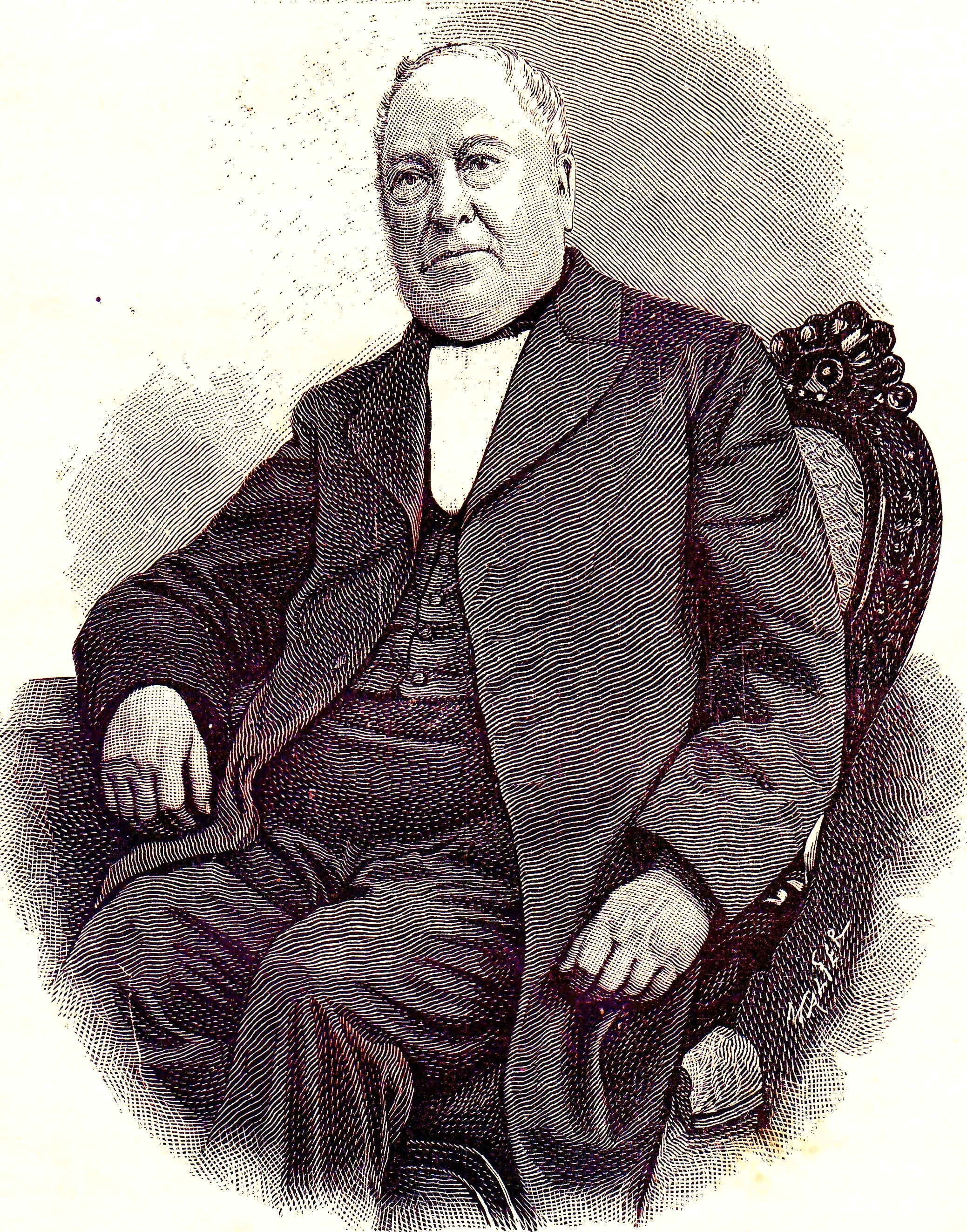
Jacob Gijsbert de Hoop Scheffer

Jacob Gijsbert de Hoop Scheffer (Den Haag, 28 september 1819 - Amsterdam, 31 december 1893) was een Nederlands predikant en hoogleraar in de theologie.

## Opleiding
De Hoop Scheffer studeerde theologie en letteren aan de Universiteit Leiden, de Universiteit Utrecht en het Doopsgezind Seminarie te Amsterdam; hij werd benoemd tot predikant, vanaf 1843 achtereenvolgens te Wehe-den Hoorn, Groningen en bij de Doopsgezinde Gemeente Amsterdam.

## Loopbaan
De Hoop Scheffer werd in 1859 benoemd tot hoogleraar aan de kweekschool der Doopsgezinden en gekozen tot secretaris van de Algemene Doopsgezinde Sociëteit. Daarnaast was hij hoofdbestuurder van de Maatschappij tot Nut van 't Algemeen. De Hoop Scheffer schreef de Geschiedenis der kerkvorming in Nederland tot 1531.

## Oeuvre in De Gids
- 1865. De studie der vaderlandsche kerkhistorie.
- 1866. Bibliographisch album (met Pieter Nicolaas Muller).
- 1867. Bibliographisch album (met Pieter Nicolaas Muller).
- 1874. Bibliographisch album (met Abraham Seyne Kok en Johan Carl Zimmerman).
- 1877. Bibliographisch album (met H. Kern).
- 1880. Bibliographisch album (met N. van Hall, Anthonie Marius Kollewijn, Jan de Louter en Samuel Adrianus Naber).
- 1882. Anna Roemers Visscher.
- 1884. Onze liefdadigheidsgestichten in de middeleeuwen.
- 1885. Een merkwaardige begraafplaats.
- 1887. Een Proeve van Martyrologie.
- 1889. De beoefening van de geschiedenis des Vaderlands in België.

- Biografisch Portaal: 10810900
- Digitale Bibliotheek voor de Nederlandse Letteren: hoop003
- Gemeinsame Normdatei: 1055190015
- International Standard Name Identifier: 0000 0001 1934 2172
- Library of Congress Control Number: no2011081871
- Nationale Bibliotheek van Israël: 987007332035205171
- Nederlandse Thesaurus van Auteursnamen: 070008469
- Virtual International Authority File: 47129249
- WorldCat: E39PBJwdcgK8dQTKGjJ9TYVDMP